# 이광사 초상
이광사 초상(李匡師 肖像)은 서울특별시 용산구 국립중앙박물관에 있는 조선시대의 초상화이다. 2006년 12월 29일 대한민국의 보물 제1486호로 지정되었다.

## 지정 사유
이광사(李匡師, 1705-1777)는 원교체를 완성하고 동국진체를 이룩한 조선시대 대표적 서예가 중 한 사람이다. <이광사 초상> 화면 우상단에 ‘朝鮮國光山李公諱匡師字道甫圓嶠先生遺像 … 此本卽 先生七十歲甲午冬畵師申漢枰所寫……’라고 쓰여 있어 이 작품의 주인공과 제작시기, 화가 등 내력을 알 수 있다. 기록을 토대로 1775년에 이광사 말년의 모습을 신윤복의 아버지로 유명한 화원화가 신한평이 그린 것임이 확인된다.
전체적으로 섬세하고 우아한 필묘와 은근한 요철감을 표현하는 수법으로 강렬하지는 않지만 품격 있고 깊은 전신(傳神)을 성취하였다는 점에서 수준이 높은 역작이다. 또한 신한평이 초상으로 유명하였지만 전해지는 작품이 없다는 점에서도 이 작품은 희귀한 가치를 지니고 있다.

## 같이 보기
- 이광사

## 참고 자료
- 이광사 초상 - 국가유산청 국가유산포털